# 邱力行
邱力行，中华人民共和国政治人物、外交官。
1980年，接替杨公素，担任中华人民共和国驻越南大使。1985年，由李世淳接任。